# Emilio Vázquez Gómez
Emilio Vázquez Gómez (Tula, Tamaulipas; 22 de mayo de 1858 - Ciudad de México, 23 de febrero de 1926) fue un abogado y político mexicano. Hacia finales del Porfiriato se pronunció en contra del régimen y de la reelección. Fue simpatizante de Francisco I. Madero, pero se distanció del maderismo rebelándose en contra a través del Plan de Tacubaya.

## Primeros años y estudios
Sus padres fueron Ignacio Vázquez y Juana Gómez. Vivió sus primeros años, de forma humilde, en el rancho de sus padres. En 1874 se trasladó a .Saltillo para ingresar al Ateneo "Antonio de la Fuente", trabajó como mozo para pagar su estadía y estudios.  En 1880 fue síndico del Ayuntamiento de Saltillo. Viajó a la Ciudad de México en donde obtuvo el título de abogado en 1885. Colaboró en el bufete de Luis Gutiérrez Otero durante diecisiete años.

## No reelección y maderismo
Desde 1888 se manifestó en contra de las constantes reelecciones de Porfirio Díaz publicando el folleto La reelección indefinida, el cual volvió a imprimir en el margen de las elecciones federales de 1892. En 1906 publicó Las aguas de la Nación. Dos años más tarde fundó el Club Político Antirreeleccionista con el lema "Sufragio efectivo, No reelección". Meses más tarde publicó El pensamiento de la revolución. 
Militó en el Centro Antirreeleccionista de México junto con Francisco I. Madero, Alfredo Robles Domínguez, Luis Cabrera y Patricio Leyva. Fue nombrado presidente del Centro el 19 de mayo de 1909. En abril de 1910, durante el marco de la convención celebrada en el Tívoli del Eliseo, se postuló como candidato a la presidencia de la República, no obstante fueron elegidos Francisco I. Madero como candidato a presidente y su hermano Francisco Vázquez Gómez como candidato a la vicepresidencia.
Apoyó la candidatura de Madero, por tal motivo fue perseguido y encarcelado. Una vez puesto en libertad se exilió a San Antonio, Texas.  Cuando triunfó la Revolución maderista se opuso a la firma de los Tratados de Ciudad Juárez, así como al licenciamiento de las tropas revolucionarias, pues opinaba que: "revolución que transa, revolución que pierde".

## Secretario de Gobernación y rompimiento con el maderismo
Fue nombrado secretario de Gobernación durante la presidencia interina de Francisco León de la Barra. Durante su gestión intentó utilizar a su favor el desarme de las tropas rebeldes, por otra parte, intentó intervenir en el cambio de gobernadores y otras autoridades locales.  Propuso la renuncia de De la Barra al puesto presidencial para que Madero asumiera el cargo de inmediato, asimismo exigió la expulsión de algunos de "los Científicos" que ocupaban puestos en el gabinete presidencial. Esta actitud ocasionó fricciones con el resto del gabinete presidencial y con el propio Francisco I. Madero, con quien comenzó su distanciamiento, pues este consintió su destitución del cargo cuando se dio cuenta de que las exigencias de Emilio fueron respaldadas por algunos jefes militares, interferencia que era ajena a sus planes de gobierno. De la Barra le exigió su renuncia, la cual se llevó a cabo el 2 de agosto de 1911.
Poco más de veinte días después de su destitución fue considerado por Andrés Molina Enríquez en el Plan de Texcoco para formar parte del posible triunvirato que dirigiría a la nación. Los hermanos Vázquez consideraron a Madero un traidor por haberse separado del Partido Nacional Antirreeleccionista y por haber formado el Partido Constitucional Progresista. La ruptura con Madero se hizo patente durante la convención del Partido Constitucional Progresista cuando se eligió a José María Pino Suárez como candidato a la vicepresidencia de la República y no a Francisco Vázquez Gómez. El distanciamiento se hizo mayor por el manifiesto del 6 de septiembre de 1911 de Juan Andreu Almazán, quien desconoció la candidatura de Madero apoyando la de Francisco Vázquez Gómez. Emilio fue candidato a la presidencia de la República durante las elecciones extraordinarias de 1911 por el Partido Liberal Puro, pero obtuvo solamente dieciséis votos.   

## Plan de Tacubaya, levantamiento contra Madero
A través del Plan de Tacubaya redactado por Paulino Martínez, Policarpo Rueda y Francisco Guzmán, el 31 de octubre de 1911, Emilio Vázquez Gómez fue proclamado presidente de la República. El plan exigía el cumplimiento del Plan de San Luis y desconocía las elecciones de Madero y Pino Suárez. Sin embargo la revuelta surgida a través del plan no tuvo éxito debido a que tuvo muy pocos seguidores, entre ellos el jefe político de Juchitán, José F. Gómez.  
Sofocado el levantamiento, Emilio y su hermano se exiliaron del país. A pesar de ello, Emiliano Zapata apoyó a Emilio Vázquez Gómez, considerándolo "futuro presidente de México". En mayo de 1912 regresó al país para entrevistarse con Pascual Orozco, sin embargo, el hijo de este le exigió abandonar de nueva cuenta el país.  El 26 de julio del mismo año fue arrestado en Estados Unidos bajo el cargo de violar las leyes de neutralidad, a partir de entonces se alejó de la política y de los grupos revolucionarios. Regresó al país, muriendo en la Ciudad de México el 23 de febrero de 1926.